# Милановаць (Велика)
45°23′ пн. ш. 17°35′ сх. д. / 45.39° пн. ш. 17.58° сх. д.
Милановаць (хорв. Milanovac) — населений пункт у Хорватії, у Пожезько-Славонській жупанії у складі громади Велика.

## Населення
Населення за даними перепису 2011 року становило 45 осіб.
Динаміка чисельності населення поселення:

## Клімат
Середня річна температура становить 11,05 °C, середня максимальна – 25,52 °C, а середня мінімальна – -6,10 °C. Середня річна кількість опадів – 848 мм.
| Клімат поселення                              | Клімат поселення | Клімат поселення | Клімат поселення | Клімат поселення | Клімат поселення | Клімат поселення | Клімат поселення | Клімат поселення | Клімат поселення | Клімат поселення | Клімат поселення | Клімат поселення | Клімат поселення |
| Показник                                      | Січ.             | Лют.             | Бер.             | Квіт.            | Трав.            | Черв.            | Лип.             | Серп.            | Вер.             | Жовт.            | Лист.            | Груд.            |                  |
| Середній максимум, °C                         | 6,22             | 8,39             | 12,89            | 17,18            | 22,40            | 25,52            | 25,21            | 24,50            | 20,44            | 15,30            | 9,60             | 5,53             |                  |
| Середня температура, °C                       | 0,06             | 2,24             | 6,74             | 11,02            | 16,22            | 19,35            | 21,28            | 20,58            | 16,50            | 11,36            | 5,66             | 1,60             |                  |
| Середній мінімум, °C                          | −6,1             | −3,92            | 0,57             | 4,87             | 10,04            | 13,19            | 17,34            | 16,64            | 12,57            | 7,43             | 1,73             | −2,33            |                  |
| Норма опадів, мм                              | 53               | 50               | 55               | 68               | 79               | 100              | 78               | 78               | 65               | 74               | 82               | 66               |                  |
| Середньомісячна швидкість вітру, м/с          | 1.87             | 2.15             | 2.45             | 2.37             | 2.13             | 1.97             | 1.90             | 1.77             | 1.76             | 1.81             | 1.87             | 1.95             |                  |
| Середньомісячна сонячна радіація, кДж/м²·день | 4310             | 7068             | 10897            | 15259            | 19342            | 21466            | 22249            | 19981            | 14904            | 9237             | 4911             | 3648             |                  |
| --------------------------------------------- | ---------------- | ---------------- | ---------------- | ---------------- | ---------------- | ---------------- | ---------------- | ---------------- | ---------------- | ---------------- | ---------------- | ---------------- | ---------------- |
| Джерело:                                      |                  |                  |                  |                  |                  |                  |                  |                  |                  |                  |                  |                  |                  |